# Markus Hammerer
Markus Hammerer (* 31. August 1989 in Braunau am Inn) ist ein ehemaliger österreichischer Fußballspieler.

## Karriere

### Zeit beim FC Braunau
Markus Hammerer wurde am 31. August 1989 in Braunau am Inn, an der Grenze zu Deutschland, geboren und begann seine Vereinskarriere als Fußballspieler als Neunjähriger im März 1999 im Nachwuchs seines Heimatvereins, der Union Treubach/Roßbach. Nach fünf Jahren, in denen er verschiedene Nachwuchsspielklassen durchlaufen war, wechselte der 14-Jährige Ende März 2004 in die Jugendabteilung des FC Braunau. Der eigentliche SV Braunau hatte sich im Mai 2002 nach über 83-jährigen Bestehen aus finanziellen Gründen aufgelöst und der nunmehrige FC Braunau fungierte als ideologischer Nachfolgeverein. Beim FC Braunau wurde er anfangs ausschließlich im vereinseigenen Nachwuchs eingesetzt, schaffte er aber schon bald den Sprung in die zweite Mannschaft mit Spielbetrieb in der achtklassigen 2. Klasse Südwest. Spätestens seit der Saison 2005/06 kam Hammerer in der letzten Spielklasse im oberösterreichischen Fußball zum Einsatz und gehörte mindestens schon als 15-Jähriger dieser Mannschaft an. So brachte er es in der Spielzeit 2005/06 auf mindestens sieben Meisterschaftseinsätze, in denen er zwei Treffer erzielte. Mit der Mannschaft belegte er im Endklassement mit einem Punkt Rückstand auf die Union Feldkirchen/Mattighofen den zweiten Tabellenplatz und schaffte den Aufstieg in die siebentklassige 1. Klasse Südwest.
In der darauffolgenden Saison 2006/07 gehörte er abwechselnd der zweiten und der ersten Mannschaft an. Die erste Mannschaft des FC Braunau war zu dieser Zeit in der viertklassigen oberösterreichischen Landesliga angesiedelt. Sein Debüt gab er am 12. August 2006, dem ersten Spieltag, als der damals noch 16-Jährige bei einer 1:3-Auswärtsniederlage gegen die Union Rohrbach/Berg von seinem Trainer Rudolf Wakolbinger in der 89. Spielminute für den Kroaten Krešimir Jurčić (* 1979) eingewechselt wurde. Für die zweite Mannschaft brachte er es auf acht Tore bei 16 Ligaeinsätzen und stieg mit dem Team als Tabellenletzter wieder in die unterste Spielklasse Oberösterreichs ab. Mit der ersten Mannschaft erreichte er am Ende immerhin einen Platz im Tabellenmittelfeld und kam bei 21 Meisterschaftseinsätzen vier Mal zum Torerfolg. Die Spielzeit 2007/08 verbrachte er ausschließlich in der Landesligamannschaft, für die er es bis zum Ende der Saison auf Einsätze in 23 von 26 möglich gewesenen Ligapartien gebracht hatte und dabei erneut vier Treffer beisteuerte. Diesmal konnte die Mannschaft den Klassenerhalt allerdings nicht halten und stieg als 14. und damit Letzter in die fünftklassige Landesliga West ab.

### Eine Spielzeit beim SK Altheim
Den Abstieg bestritt Hammerer nicht mehr mit der Mannschaft, wechselte aber dennoch in die Landesliga West, in der er sich dem SK Altheim anschloss. Beim Innviertler Klub, der ebenfalls im Bezirk Braunau am Inn beheimatet ist, wurde er gleich von Beginn an von Johann Hartinger, der in den 1990er Jahren kurzzeitig im Profifußball aktiv war, als Stammspieler in der Offensive eingesetzt. Während sein ehemaliger Verein nur knapp am weiteren Abstieg vorbeischrammte, schaffte er es mit den Altheimern am Ende auf den dritten Tabellenplatz hinter dem SV Friedburg (Zweiter) und der SG SV Neuhofen/SV Ried II (Erster). Dabei wurde er selbst in allen 26 Meisterschaftsspielen eingesetzt und war mit 15 Treffern der erfolgreichste Torschütze seiner Mannschaft sowie der fünfterfolgreichste Torschütze der Liga in dieser Saison.

### Wechsel zur SV Ried
Aufgrund seiner Leistungen in der Fünftklassigkeit machte er auch die Verantwortlichen des größten Innviertler Klubs, der SV Ried, auf sich aufmerksam. Gegen deren zweite Mannschaft, die seit der Saison 2005/06 in einer Spielgemeinschaft mit dem SV Neuhofen in Erscheinung tritt, blieb Hammerer in dieser Saison allerdings ohne Torerfolg. Noch in der Sommerpause wechselte der Angriffsspieler, nach nur einem Jahr in Altheim, erneut den Klub und schloss sich vorerst der zweiten Mannschaft der Rieder an. Bereits bei seinem Pflichtspieldebüt, einem 10:0-Kantersieg auswärts gegen die Union Kopfing, traf Hammerer am 19. Juli 2009 im Doppelpack. Nachdem er davor bereits mit der Profimannschaft mittrainiert hatte, wurde er in der Winterpause 2009/10, nachdem er bis dahin in allen 13 Landesligaspielen als Stammkraft agiert und es dabei auf sechs Tore gebracht hatte, endgültig in den Profikader hochgeholt. Am 13. Februar 2010 debütierte der 20-Jährige bei einer 1:2-Heimniederlage gegen den FC Red Bull Salzburg in der österreichischen Fußball-Bundesliga, als er von Trainer Paul Gludovatz in der 62. Spielminute für Florian Sturm eingewechselt wurde. Exakt einen Monat später erzielte er bei seinem dritten Kurzeinsatz in der höchsten Fußballliga Österreichs seinen ersten Treffer. Beim 3:0-Heimsieg über die SV Mattersburg kam er in Minute 77 für Jonathan Carril Regueiro auf den Rasen und steuerte nur zwei Minuten später das Tor zur 2:0-Führung seiner Mannschaft bei. Im Verlauf des Frühjahrs absolvierte er lediglich ein einziges Spiel in der OÖ Liga, wobei er auch zwei Tore erzielte, und gehörte die restliche Zeit der Profimannschaft an. Für diese kam er bis zum Saisonende auf 13 Einsätze und drei Treffer und beendete die Saison auf dem achten Tabellenplatz. Bei der zweiten Mannschaft, für die er es bei 14 Einsätzen auf acht Tore gebracht hatte, schaffte er es in der Endtabelle auf Rang 4.
Spätestens in der 2010/11 avancierte der gebürtige Braunauer zum Stammspieler in der Bundesligamannschaft, für die er es bis zum Ende der Meisterschaft auf Einsätze in 33 von 36 Bundesligapartien gebracht und dabei drei Tore erzielt hatte. Für die SG SV Neuhofen/SV Ried II kam er in dieser Saison in sechs Ligaspielen zum Einsatz und erzielte sieben -treffer. Im Endklassement belegte die Mannschaft Rang 4; ebendiesen Platz belegte auch die Profimannschaft in der Bundesliga, nachdem man anfangs sogar Herbstmeister gewesen war. Wesentlich größere Erfolge feierte die Sportvereinigung allerdings im ÖFB-Cup 2010/11, in dem Hammerer zumeist nur als Ersatzspieler fungierte. Nach Siegen über den SK Sturm Graz II in Runde 1, den FC Waidhofen/Ybbs in der 2. Runde, den LASK im Achtelfinale, den SK Sturm Graz im Viertelfinale und den SK Rapid Wien im Halbfinale zog Hammerer mit der Mannschaft ins am 29. Mai 2011 im Ernst-Happel-Stadion stattfindende Endspiel gegen den SC Austria Lustenau ein. Bereits im Vorfeld hatte Hammerer beim 2:1-Sieg über Rapid Wien im Semifinale mit seinem Treffer zum 1:1-Ausgleich in der 72. Spielminute die Vorarbeit zum Weiterkommen der Rieder in diesem Wettbewerb geleistet. Zum Cup-Helden, wie er von den Medien in weiterer Folge einstimmig genannt wurde, wurde er allerdings erst im Endspiel gegen die Lustenauer. Nachdem er in der 41. Spielminute nach Mader-Ecke per Kopf zur 1:0-Führung getroffen hatte, erzielte er 26 Minuten später, nach einem abgeprallten Torschuss von Daniel Royer, per Kopf auch noch den Treffer zum 2:0-Endstand und sicherte den Riedern damit den zweiten Pokalsieg in der Vereinsgeschichte.

### Verletzungsbedingter Ausfall nach Pokalsieg
Mit den Profis startete er danach zwar noch in die Saison 2011/12 musste diese jedoch bereits frühzeitig verletzungsbedingt beenden. In weiterer Folge laborierte er 14 Monate lang an einer Hüftverletzung, die auch Operationen mit sich brachte. Während seiner Verletzungszeit verbrachte er dennoch viel Zeit mit der Profimannschaft, auch, wenn er lange nicht mit dieser trainieren konnte. Daneben studierte Hammerer in dieser Zeit Jus. 496 Tage nach seinem letzten Pflichtspieltreffer im Cup-Finale 2011 erzielte Hammerer bei seinem ersten Bundesligaspiel seit über einem Jahr am 6. Oktober 2012 gegen den Wolfsberger AC in Minute 76 den Treffer zur 5:0-Führung seines Teams. Erst vier Minuten davor war er von Heinz Fuchsbichler für René Gartler eingewechselt worden. Auch in der Folgezeit kam Hammerer nahezu ausschließlich als Ersatzspieler zum Einsatz, stand aber auch in einigen wenigen Partien in der Stammformation der Rieder. Am Ende hatte er es auf immerhin 20 Bundesligaeinsätze und zwei -tore gebracht und hatte die Meisterschaft mit den Innviertlern auf dem sechsten Rang beendet. Hinzu kamen auch noch sieben Einsätze für die zweite Mannschaft in der OÖ Liga, wobei er ebenfalls zwei Treffer beisteuerte. Im Endklassement erreichte die SG SV Neuhofen/SV Ried II den fünften Tabellenplatz.

### Karriereausklang beim LASK
Im Sommer 2013 unterzeichnete Hammerer einen Vertrag beim oberösterreichischen Traditionsklub LASK, der mittlerweile in der drittklassigen Regionalliga Mitte vertreten war. Erst Ende August debütierte er bei einem 7:1-Auswärtssieg über die zweite Mannschaft des Stadtrivalen Blau-Weiß Linz in der zweiten Mannschaft des LASK, die in dieser Saison in einer Spielgemeinschaft mit dem ASKÖ Zöhrdorf in der achtklassigen 2. Klasse Mitte agierte. Danach fiel er wieder einige Wochen verletzungsbedingt aus und debütierte am 20. September 2013 bei einem 3:0-Heimerfolg über den SV Lafnitz für den LASK in der Regionalliga. Danach dauerte es weitere drei Wochen bis Hammerer wieder in der österreichischen Drittklassigkeit Berücksichtigung fand. Danach fungierte er bis Ende April 2014 als Stammspieler in der Offensive und musste danach wieder ein Monat lang warten, ehe er am 23. Mai 2014 sein letztes Meisterschaftsspiel in der regulären Saison absolvierte. Mit dem LASK rangierte er am Ende überlegen auf dem ersten Tabellenplatz und ging Anfang Juni 2014 in die Relegation zur Erste Liga gegen den SC-ESV Parndorf 1919. Ein 1:0-Sieg der Linzer reichte nach einem 1:1-Remis im Rückspiel für den Aufstieg in die zweithöchste österreichische Fußballliga. Insgesamt hatte Hammerer in der Saison 2013/14 14 Regionalligaspiele absolviert und dabei sieben Tore erzielt; hinzu kamen noch zwei für ihn persönlich torlose Einsätze in der Relegation. Des Weiteren wurde er in zwei Partien der zweiten Mannschaft eingesetzt, wobei ihm auch ein Tor gelang. Die zweite Mannschaft war mit 24 Siegen aus ebenso vielen Spielen und einem Torverhältnis von 147:18 deutlich Meister der 2. Klasse Mitte geworden, löste sich am Ende der Saison jedoch auf. Die Mannschaft ging in weiterer Folge in einer Spielgemeinschaft mit dem FC Pasching auf und trat ab der darauffolgenden Spielzeit als SG FC Pasching/LASK Juniors in der Regionalliga Mitte in Erscheinung, während die Profis nur eine Spielklasse darüber spielten.
Noch in der Sommerpause fiel der verletzungsgeplagte Offensivspieler erneut aufgrund seiner Verletzungen aus und kam erst im Frühjahr 2015, nach Monaten ohne jegliche Spielpraxis, zu vereinzelten Einsätzen für die SG FC Pasching/LASK Juniors in der Regionalliga Mitte. Bis zum Ende der Spielzeit 2014/15 hatte er es auf sieben Einsätze und zwei Treffer in Österreichs Drittklassigkeit gebracht; Einsätze in der Profimannschaft blieben ihm allerdings verwehrt. Während die Profimannschaft in der Ersten Liga den dritten Platz belegte, schaffte es die zweite Mannschaft im Endklassement lediglich auf den neunten Platz der Regionalliga Mitte. Nach nur wenigen Einsätzen im Laufe des vorangegangenen Jahres kehrte im Sommer 2015 wieder Hammerers Hüftverletzung zurück und setzte den 1,79 m großen Stürmer für weitere Monate außer Gefecht. Nach einem halben Jahr Verletzungspause absolvierte er am 6. Februar 2016 90 Minuten in einem Vorbereitungsspiel gegen den SKU Amstetten und beendete in weiterer Folge mit 26 Jahren seine Karriere als Aktiver. Dem Karriereende vorangegangen waren neben vielen Verletzungen, Operationen und Schmerzen auch die damit ständig verbundene Angst, sich wieder zu verletzen.

### Die Zeit danach
Nach seinem Karriereende als Fußballspieler begann Hammerer im Jahr 2016 ein Studium an der FH Gesundheitsberufe OÖ in Linz, das er 2019 beendete. Danach zog er mit seiner langjährigen Freundin Jana nach Salzburg, wo er seit Herbst 2019 bei Metagil, einem Ambulatorium für Physiotherapie, auf deren Standort in Salzburg-Aigen als Physiotherapeut arbeitet.
Während der COVID-19-Pandemie unterstützte er seinen ehemaligen Klub, die SV Ried, über den Verein Ried ein Leben lang, der fiktive Geisterspieltickets vertrieb, nachdem aufgrund der Pandemie keine Zuschauer mehr in den Stadien zugelassen waren.

## Erfolge
mit dem FC Braunau II
- Vizemeister der 2. Klasse Südwest und Aufstieg in die 1. Klasse Südwest: 2005/06

mit der SV Ried
- Österreichischer Pokalsieger: 2010/11

mit dem LASK
- Meister der Regionalliga Mitte und Aufstieg in die Erste Liga nach erfolgreicher Relegation: 2013/14

mit der SG LASK/ASKÖ Zöhrdorf
- Meister der 2. Klasse Mitte: 2013/14